# 環上の加群
抽象代数学における環上の加群（かぐん、英: module）とは、ベクトル空間を一般化した概念で、係数（スカラー）を体の元とする代わりに、より一般の環の元としたものである。つまり、加群とは（ベクトル空間がそうであるように）加法的なアーベル群であって、その元と環の元との間に乗法が定義され、その乗法が結合的かつ加法に関して分配的となるようなものである。
任意のアーベル群は有理整数環上の加群であり、したがって環上の加群はアーベル群の一般化でもある。また、環のイデアルは環上の加群であり、したがって環上の加群はイデアルの一般化でもある。このように環上の加群はベクトル空間・アーベル群・イデアルを包括する概念であるので、さまざまな議論を加群の言葉によって統一的に扱うことができるようになる。
加群は群の表現論に非常に近しい関連を持つ。また、加群は可換環論やホモロジー代数における中心概念の一つであり、ひろく代数幾何学や代数的位相幾何学において用いられる。

## 動機
ベクトル空間においては、スカラーの全体は体を成し、ベクトルに対して分配律などの特定の条件を満足するスカラー乗法によって作用している。環上の加群においては、スカラーの全体は環であればよく、その意味で環上の加群の概念は重大な一般化になっている。可換環論における重要な概念であるイデアルおよび剰余環は、いずれも環上の加群とみることができ、イデアルや剰余環に関するさまざまな議論を加群の言葉によって統一的に扱うことができるようになる。非可換環論では、イデアルの（作用の入る向きとして）左右を区別するし、環上の加群においてもそれはより顕著になることだが、しかしさまざまに重要な環論的議論において片側（大抵は左）からの作用に関するものだけを条件として提示することが行われる。
加群の理論のおおくは、ベクトル空間のもつ好ましい性質が、単項イデアル環のような「素性のよい」(well-behaved) 環上の加群の領域でどれだけたくさん存在するかというような議論からなるが、しかしながら環上の加群はベクトル空間に比べてかなり複雑である。たとえばどんな加群でも基底を持つわけではないし、基底を持つ（自由加群と呼ばれる）加群であっても基礎環（係数環）が不変基底数条件を満足しないならば階数も一意ではない。これはベクトル空間が（選択公理を仮定すれば）常に基底を持ち、基底の濃度が常に一定となることと対照的である。

## 厳密な定義
環 R 上の左 R-加群もしくは R-左加群とは、アーベル群 (M, +) とスカラー乗法と呼ばれる作用 R × M → M の組であって、その作用（通常は、r ∈ R と x ∈ M に対して x のスカラー r-倍を単に文字を併置して rx と記す）は、r, s ∈ R, x, y ∈ M は任意として、条件
1. {\displaystyle r(x+y)=rx+ry,}
2. {\displaystyle (r+s)x=rx+sx,}
3. {\displaystyle (rs)x=r(sx),}
4. {\displaystyle 1_{R}x=x}

を満足するものでなければならない（最後の条件は R が乗法単位元を持つときで、それを 1R で表している。環が単位的であることを仮定しない文脈では、R-加群の定義においてこの最後の条件も課されず、特にこの条件をも満足することで定まる構造を単位的左 R-加群、単型 R-左加群などと呼んで区別する。本項では用語の一貫性を図るため、特に断りの無い場合は環も加群も単位的であると仮定する）。
しばしば、スカラーの作用を fr のような形に書くこともあり、もちろん fr(x) = rx なのだが、このように書くと f を R の各元 r を対応する作用素 fr へ移す写像とみることもできて、たとえば先ほどの加群の公理の最初の条件は fr が M 上の自己準同型となることを述べていて、残りの条件は f が R から自己準同型環 End(M) への環準同型となることを要請するものになっている。すなわち、環上の加群とは環作用を持つアーベル群のことである（群作用あるいは作用も参照）。この意味では、環上の加群の理論は群の（あるいは同じことだが群環の）ベクトル空間における作用を扱う群の表現論（線型表現論）の一般化である。
通常は演算を省略して、単に「左 R-加群 M」とか、係数環を明示するために RM のように記す。環の作用の向きだけ右からに変更して（つまり M × R → M の形のスカラー乗法があって、左加群の公理でスカラーを左に書いていたところを、スカラー r や s を x, y の右側に書くようにして）、同様に右 R-加群 M, MR が定義される。
両側加群 (bimodule)は、左加群でも右加群でもあってなおかつそれらの作用が可換となるようなものである。
Rが可換環ならば、左 R-加群と右 R-加群の概念は一致し、単に R-加群と呼ばれる。

## 例
- K が体ならば、「K-線型空間」（K 上のベクトル空間）の概念と K-加群の概念は一致する。
- Z を有理整数環とすると、Z-加群の概念はアーベル群の概念に一致する。すなわち、一意的な仕方で任意のアーベル群を Z 上の加群にすることができる。これには、n > 0 に対して nx = x + x + ... + x（n-項の和）とし、0x = 0 および (−n)x = −(nx) とおけばよい。このようにアーベル群を加群と見たものは必ずしも基底を持たない。実際、ねじれ元を持つような群は基底を持たない（ただし、有限体をそれ自身の上の加群と見たときは基底を持つ）。
- R を勝手な環とし n を自然数とするとき、直積 Rn は成分ごとの演算で R 上の左および右加群となる。したがって特に n = 1 のとき R 自身は環の乗法をスカラー乗法として R-加群であり、これを（左／右）正則加群と呼ぶ。n = 0 とすれば、R の加法単位元のみからなる自明な R-加群 {0} が得られる。これらの加群は自由加群と呼ばれ、R が（たとえば可換環や体のような）不変基底数を持つ環ならば、直積の個数 n が自由加群の階数となる。
- S が空でない集合で M が左 R-加群、MS を写像 f: S → M 全体の成す集合とするとき、MS における加法とスカラー倍を(f + g)(s) = f(s) + g(s) および (rf)(s) = rf(s)で定めると MS は左 R-加群となる。右 R-加群の場合も同様。特に R が可換ならば R-加群の準同型 h: M → N の全体は R-加群になる（実は NM の部分加群となる）。
- X が可微分多様体のとき、X 上の実数に値をとる滑らかな函数の全体は環 C∞(X) を成す。X 上で定義される滑らかなベクトル場全体の成す集合は C∞(X) 上の加群を成す。X 上のテンソル場の全体や微分形式の全体についても同様である。もっと一般に、任意のベクトル場の切断の全体は C∞(X) 上の射影加群であり、スワンの定理により、逆に任意の射影加群はあるベクトル束の切断全体の成す加群に同型になる。すなわち、C∞(X)-加群の圏と X 上のベクトル束の圏は同値である。
- 成分が実数の n-次正方行列の全体は環を成す。それを R とし、n-次元ユークリッド空間 Rn（元は縦ベクトルで考える）に対して行列の乗法によって R の作用をさだめれば、これは左 R-加群となる。
- R を任意の環、I を R の任意の左イデアルとすると、I は R 上の左加群である。もちろん同様に右イデアルは右加群である。
- R を環とし、環 Rop を R から台となる集合と加法はそのままで乗法だけを逆にして得られる環（反対環）とする。つまり、R において ab = c ならば Rop において ba = c である。このとき、任意の左 R-加群 M はそのまま右 Rop-加群と見ることができ、R 上の任意の右加群は Rop 上の左加群と考えることができる。

## 部分加群と準同型
M を左 R-加群、N を M の部分群とするとき、N が M の部分加群 (submodule) あるいはより明示的に R-部分加群（または部分 R-加群）であるとは、任意の r ∈ R と n ∈ N に対して積 rn がふたたび N に属するときに言う。M が右加群の場合は nr が N に属するとき同様に部分加群という。
与えられた加群 M の部分群全体の成す集合は、ふたつの二項演算 "+" および "∩" に関して束を成しモジュラー法則
M の部分加群 U, N1, N2 で N1 ⊂ N2 が成り立つとき、 (N1 + U) ∩ N2 = N1 + (U ∩ N2) が成立する
を満たす。
M および N が左 R-加群のとき、写像 f: M → N が R-加群の準同型であるとは、任意の m, n ∈ M, r, s ∈ R に対して 
{\displaystyle f(rm+sn)=rf(m)+sf(n)}
が満たされるときに言う。ほかの数学的対象に関する準同型が対象の構造を保つのと同じく、加群の準同型も加群の構造を保つ。
全単射な加群の準同型写像は加群の同型写像であり、同型写像を持つふたつの加群は互いに同型であるという。ふたつの同型な加群は、それらの元の表し方が異なるだけであり、実用上は同一視することができる。
加群準同型 f: M → N の核とは f によって 0 に移される元全体から成る M の部分加群である。群やベクトル空間において馴染み深い同型定理は R-加群に対しても成立する。
左 R-加群およびそれらの間の加群準同型の全体は圏を成し、R-Mod で表される。この圏はアーベル圏である。

## 加群の種類
有限生成加群加群 M が有限生成あるいは有限型であるとは、M の有限個の元 x1,...,xn で、それらの R-係数線型結合によって M の任意の元が書き表されるときに言う。
巡回加群加群が巡回加群であるとは、それが唯一つの元で生成されるときにいう。
自由加群自由加群は基底を持つ加群である。これは係数環 R のいくつかのコピーの直和に同型である加群といっても同じである。自由加群はベクトル空間とかなり同じように振舞う。
射影加群射影加群は自由加群の直和因子であり、自由加群とよい性質をたくさん共有している。
入射加群入射加群は射影加群の双対として定義される。
平坦加群平坦加群はテンソル積で単射が保たれるような加群である。
単純加群単純加群 S とは {0} と S 自身しか部分加群を持たないような {0} でない加群のことである。単純加群はしばしば既約加群とも呼ばれる。
半単純加群半単純加群は単純加群の直和である。
直既約加群直既約加群とは、{0} でないふたつの部分加群の直和に書くことができない加群のことをいう。任意の既約加群は直既約加群だが逆は必ずしも成立しない。
忠実加群忠実加群 M とは、R の 0 でない各元 r に対して r の M への作用が自明でない（すなわち、M の元 x で rx ≠ 0 となるものがある）ときに言う。これは M の零化域 (annihilator) が零イデアルであるときといっても同じである。
ネーター加群ネーター加群は任意の部分加群が有限生成となる加群である。同じことだが、ネーター加群の部分加群からなる任意の昇鎖列は有限の長さで止まる。
アルティン加群アルティン加群とは、その部分加群からなる任意の降鎖列が有限の長さで止まるような加群をいう。
次数加群次数付き加群とは、直和分解 M = ⊕x Mx を持つ、次数付き環 R = ⊕x Rx 上の加群であって、任意の添字 x, y に対して RxMy ⊂ Mx+y と成るようなものを言う。

## 表現論との関係
M を左 R-加群とすると、R の元 r の作用が x を rx へ（右加群の場合は xr へ）うつす写像として定まり、その写像はアーベル群 (M, +) 上の群の自己準同型となる必要がある。EndZ(M) で表される、M の群自己準同型の全体は、加法と合成に関して環となるが、R の元 r にその作用を対応させることにより、R から EndZ(M) への環準同型が定義される。
このような環準同型 R → EndZ(M) は M における R の表現 (representation) と呼ばれる。左 R-加群を定義するもう一つの同値な方法は、アーベル群 M にその上の環 R の表現を考えることである。
表現が忠実 (faithful) であるとは、写像 R → EndZ(M) が単射となることをいう。加群の言葉で言えば、これは R の元 r が M のすべての元 x に対して rx = 0 を満たすならば r = 0 と成ることを言っている。任意のアーベル群は有理整数環または適当な剰余類環 Z/nZ 上の忠実加群である。

## 一般化
任意の環 R をただひとつの対象から成る前加法圏と看做すことができる。この観点で言えば、左 R-加群とは R からアーベル群の圏 Ab への共変加法的函手に他ならない。右 R-加群は反変加法的函手である。このことが示唆するのは、任意の前加法圏 C に対し、C から Ab への加法的函手は C 上の一般化された左加群と考えるべきであるということである。このような函手の全体は、環上の加群の圏 R-Mod の一般化となる函手圏 C-Mod を成す。
可換環上の加群は別な方向に一般化することができる。まず、環付き空間 (X, OX) をとり、OX-加群の層を考える。これらの全体は代数幾何学のスキーム論的取り扱いで重要な圏  OX-Mod を成す。 X がただ一点からなるならば、これは可換環 OX(X) 上の通常の意味での加群の圏である。
半環上の加群を考えることもできる。環上の加群はアーベル群だが、半環上の加群は可換単位的半群であればよい。通常の加群に関する議論の多くが、この一般化された意味での加群に対しても有効である。特に、任意の半環 S に対して S 上の n-次行列全体は半環を成し、S の元の順序 n-組の全体はその行列半環上の（ここで言う意味でのみだが）加群となる。これにより、理論計算機科学の分野から半環の概念を併合した、ベクトル空間の概念の更なる一般化が得られたことになる。

## 注記
1. ↑  任意の r ∈ R と x ∈ M に対して rx = xr とおくと作用の左右を入れ替えることができる。非可換の場合はたとえば (rs)x = x(rs) でなければならないが、いっぽう公理に従えば (rs)x = r(sx) = (sx)r = (xs)r = x(sr) となってうまくいかない。